# Гіггінспорт (Огайо)
Гіггінспорт (англ. Higginsport) — селище (англ. village) в США, в окрузі Браун штату Огайо. Населення — 213 особи (2020).

## Географія
Гіггінспорт розташований за координатами 38°47′23″ пн. ш. 83°58′1″ зх. д. / 38.78972° пн. ш. 83.96694° зх. д. (38.789761, -83.966967).  За даними Бюро перепису населення США в 2010 році селище мало площу 0,76 км², з яких 0,65 км² — суходіл та 0,11 км² — водойми.

## Демографія
Згідно з переписом 2010 року, у селищі мешкала 251 особа в 104 домогосподарствах у складі 65 родин. Густота населення становила 329 осіб/км².  Було 138 помешкань (181/км²).
Расовий склад населення:
| - 96,8 % — білих - 0,4 % — корінних американців |

До двох чи більше рас належало 2,0 %. Частка іспаномовних становила 1,2 % від усіх жителів.
За віковим діапазоном населення розподілялося таким чином: 19,5 % — особи молодші 18 років, 61,8 % — особи у віці 18—64 років, 18,7 % — особи у віці 65 років та старші. Медіана віку мешканця становила 44,5 року. На 100 осіб жіночої статі у селищі припадало 96,1 чоловіків;  на 100 жінок у віці від 18 років та старших — 92,4 чоловіків також старших 18 років.
Середній дохід на одне домашнє господарство  становив 33 365 доларів США (медіана — 29 018), а середній дохід на одну сім'ю — 36 836 доларів (медіана — 32 692). За межею бідності перебувало 31,7 % осіб, у тому числі 40,4 % дітей у віці до 18 років та 20,8 % осіб у віці 65 років та старших.
Цивільне працевлаштоване населення становило 95 осіб. Основні галузі зайнятості: освіта, охорона здоров'я та соціальна допомога — 29,5 %, транспорт — 12,6 %, науковці, спеціалісти, менеджери — 12,6 %.